# 木藍族
木藍族（学名：Indigofereae）是豆科蝶形花亚科下属的一族植物，包括有木藍屬及瓜兒豆屬兩個屬。木藍屬的植物是很常用的藍色天然染料。
本族模式属：Indigofera Linn.